# Жмурко Ганна Михайлівна
Ганна Михайлівна Жмурко (нар. 24 жовтня 1996) — українська легкоатлетка, яка спеціалізується в бігу на довгі дистанції та стипльчезі. Чемпіонка України.
На національних змаганнях представляє Чернігівську область.
Тренується під керівництвом Наталії Лагункової.

## Основні міжнародні виступи
| Рік  | Змагання                       | Місто       | Місце | Дисципліна | Примітки |
| ---- | ------------------------------ | ----------- | ----- | ---------- | -------- |
| 2015 | Чемпіонат Європи серед юніорів | Ескільстуна | 3заб6 | 800 м      |          |
| 2015 | Чемпіонат Європи з кросу       | Єр          | 65    | 4 км (U20) | [ 2 ]    |
| 2018 | Чемпіонат Європи з кросу       | Тілбург     | 50    | 6 км (U23) | [ 3 ]    |
| 2019 | Командний чемпіонат Європи     | Бидгощ      | 12    | 3000 м з/п |          |